# Järnvägsolyckan i Sydenham 1953
Järnvägsolyckan i Sydenham inträffade den 19 december 1953 i Sydenham i New South Wales i Australien då två elpendeltåg kolliderade. Fem personer omkom och ytterligare 748 skadades.